# Sörhedens naturreservat
Sörhedens naturreservat är ett naturreservat i Nordmalings kommun i Västerbottens län.
Området är naturskyddat sedan 2019 och är 162 hektar stort. Reservatet ligger på båda sidor om Öreälven. Reservatets västra del består av gammal tallskog och av gran kring älven. Öster om älven växer tall, gran och lövträd.